# Ahmed Fayez al-Dosari
Ahmed Fayez al-Dosari (arabisch أحمد الدوسري, DMG Aḥmad ad-Dausarī; * 3. Juli 1985) ist ein ehemaliger saudi-arabischer Leichtathlet, der sich auf den Weitsprung spezialisiert hat.

## Sportliche Laufbahn
Erste internationale Erfahrungen sammelte Ahmed Fayez al-Dosari im Jahr 2002, als er bei den Arabischen Juniorenmeisterschaften in Kairo in 21,32 s die Goldmedaille im 200-Meter-Lauf gewann und sich im Weitsprung mit 7,19 m die Silbermedaille sicherte. Anschließend belegte er bei den Juniorenweltmeisterschaften in Kingston mit 7,60 m den vierten Platz im Weitsprung, ehe er bei den Asienspielen in Busan mit 21,39 s im Halbfinale über 200 Meter ausschied. Im Jahr darauf gelangte er bei den Arabischen Meisterschaften in Amman mit 15,01 m auf den neunten Platz im Dreisprung und verpasste anschließend bei den Asienmeisterschaften in Manila mit 15,05 m den Finaleinzug. 2004 gewann er bei den erstmals ausgetragenen Hallenasienmeisterschaften in Teheran mit 7,76 m die Silbermedaille im Weitsprung hinter seinem Landsmann Mohamed Salman al-Khuwalidi und 2006 beendete er vorläufig seine aktive sportliche Karriere. 2015 gab er ein Comeback und gewann in diesem Jahr mit 7,63 m die Bronzemedaille bei den Arabischen Meisterschaften in Manama hinter dem Kuwaiter Saleh al-Haddad und seinem Landsmann Mohamed Qasin al-Absi. Anschließend schied er bei den Weltmeisterschaften in Peking mit derselben Weite in der Qualifikationsrunde aus und beendete daraufhin endgültig seine sportliche Karriere.
2006 wurde al-Dosari saudi-arabischer Meister im Weitsprung.

## Persönliche Bestleistungen
- 200 Meter: 21,09 s (+1,1 m/s), 15. März 2002 in al-Qatif
- Weitsprung: 8,12 m (+1,4 m/s), 27. März 2002 in Qatif
  - Weitsprung (Halle): 7,76 m, 6. Februar 2004 in Teheran
- Dreisprung: 15,05 m, 20. September 2003 in Manila